# Tupè

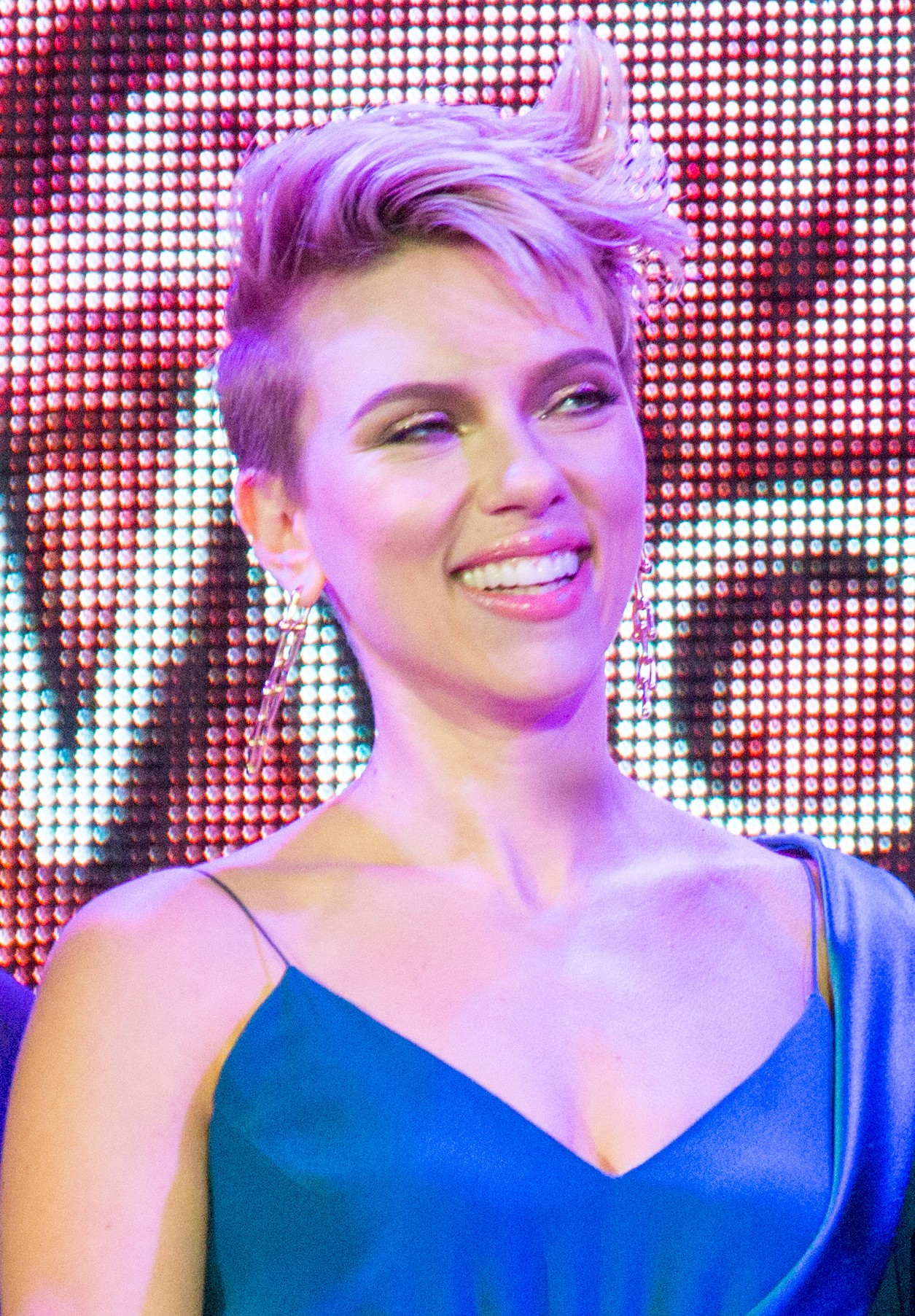
L'actriu Scarlett Johansson lluint un tupè el 2017

El tupè és un tipus pentinat que rep influències del pentinat pompadour, el flattop de la dècada del 1950 i, de vegades, el pentinat en forma de cresta. Va néixer com una reacció de la segona postguerra mundial als talls de cabell curts i estrictes per als homes. El tupè va ser un element bàsic en de la subcultura juvenil dels Teddy Boys, però va tornar a ser popular a Europa a principis dels anys 1980 i 1990 mercès al sorgiment de les escenes neorockabilly i psychobilly, principalment.
S'ha especulat amb la possibilitat que la paraula anglesa quiff tingui el seu origen en la paraula neerlandesa kuif, que significa «cresta», atès que el nom en neerlandès de Tintín, que porta un quiff, és Kuifje, que és el diminutiu de la mateixa paraula. El tupè actual inclou els cabells més llargs a la part davantera del cap, els cabells més curts a la part posterior del clatell i els costats retallats. El punch perm japonès, un dels favorits entre els yakuza (criminals organitzats) i els bōsōzoku (grups de motoristes), és semblant al tupè.